# Ryszard Ber
Ryszard Ber (ur. 2 lutego 1933 w Wilnie, zm. 27 maja 2004 w Bydgoszczy) – polski reżyser filmowy, telewizyjny oraz teatralny, scenarzysta.

## Życiorys
W 1951 zdał maturę w XIV Liceum Ogólnokształcącym im. Stanisława Staszica w Warszawie. Ukończył studia na Wydziale reżyserii PWSTiF w Łodzi w 1955. Często podejmował się reżyserii utworów Stanisława Grochowiaka, Jarosława Abramowa-Newerlego i Wiesława Myśliwskiego. W latach 1989–91 był członkiem Komitetu Kinematografii.
Pochowany na cmentarzu parafialnym przy ul. Chojnickiej w Bydgoszczy.

## Spektakle teatralne (wybór)
- 1974: Pałac, Teatr Telewizji
- 1976: Ptak, Teatr Telewizji
- 1978: Klucznik, Teatr Polski w Warszawie
- 1979: Płaszcz, Teatr Telewizji
- 1980: Klik-klak, Teatr Telewizji
- 1980: Okapi, Teatr Telewizji
- 1981: Szalona Greta, Teatr Telewizji
- 1985: Chłopcy, Teatr im. Wilama Horzycy w Toruniu
- 1986: Eichmann, Teatr Telewizji
- 1987: Sylwia, Teatr Telewizji
- 1991: Derby w pałacu, Teatr Telewizji
- 1995: Chryzantema złocista, Teatr Telewizji
- 1995: Słowik Warszawy, Teatr Telewizji
- 1995: Mogło być gorzej, Teatr Telewizji
- 1997: Bohater naszego świata, Teatr Telewizji

## Filmografia

### Filmy
- 1965: Zawsze w niedziele
- 1966: Gdzie jest trzeci król
- 1967: Ślepy tor (Opowieści niezwykłe)
- 1968: Pożarowisko (Opowieści niezwykłe)
- 1970: Kaszëbë
- 1971: Przez dziewięć mostów
- 1973: Chłopcy
- 1975: Domy z deszczu
- 1976: Wergili
- 1979: Hotel klasy lux
- 1980: Droga
- 1983: Thais
- 1986: Cudzoziemka
- 1989: Żelazną ręką
- 1991: Niech żyje miłość
- 1995: Kamień na kamieniu

### Seriale telewizyjne
- 1974: Najważniejszy dzień życia - odcinki Katastrofa i Karuzela
- 1977: Lalka
- 1982: Popielec
- 1989: Kanclerz

## Ordery i odznaczenia
- Krzyż Kawalerski Orderu Odrodzenia Polski (1983)

## Nagrody
- 1972: nagroda „Złota Praga” dla filmu Przez dziewięć mostów na IX Międzynarodowym Festiwalu Telewizyjnym w Pradze
- 1972: nagroda Grand Prix dla filmu Przez dziewięć mostów na Festiwalu Telewizji Świata w Hollywood
- 1975: Złoty Ekran – nagroda tygodnika „Ekran” za film Najważniejszy dzień życia
- 1977: Nagroda przewodniczącego Komitetu ds. Radia i TV I stopnia – za reżyserię spektaklu TV Domy z deszczu Stanisława Grochowiaka
- 1979: Złoty Ekran w kategorii „telewizyjny film fabularny” – za serial Lalka według powieści Bolesława Prusa
- 1979: Nagroda prezesa Komitetu ds. Radia i TV za serial Lalka
- 1980: Nagroda Przewodniczącego Komitetu ds. Radia i Telewizji I stopnia za spektakl Teatru Faktu Proces Rudolfa Hoessa (nagroda zespołowa)
- 1981: Nagroda Ministra Kultury i Sztuki II stopnia za osiągnięcia artystyczne w dziedzinie reżyserii programów telewizyjnych
- 1981: Nagroda RAI w dziedzinie dramatu telewizyjnego dla filmu Droga na festiwalu Prix Italia w Sienie
- 1984: specjalne wyróżnienie dla serialu Popielec za „oryginalny, pełny i wolny od retoryki sposób przedstawienia życia polskiej wsi w latach okupacji hitlerowskiej” na Festiwalu Filmów i Seriali Telewizyjnych „Teleconfronto” w Chianciano Terme
- 1985: Nagroda Ministra Kultury i Sztuki I stopnia za całokształt twórczości w zakresie radia i telewizji
- 1986: Nagroda Specjalna Jury za film Cudzoziemka na XI FPFF w Gdańsku
- 1989: Tarnowska Nagroda Filmowa - nagroda publiczności za film Cudzoziemka